# Here (stripverhaal)
Here is een Amerikaans stripverhaal van Richard McGuire uit 1989. Het stripverhaal, bestaande uit zes pagina's, werd voor het eerst gepubliceerd in het tijdschrift Raw. Het verhaal volgt de geschiedenis van een woonkamer van de Oerknal tot in de toekomst. In panelen worden vaak veel periodes naast elkaar gezet om het contrast duidelijk te maken. In 1991 maakte regisseurs Timothy Masick en Bill Trainor een korte film gebaseerd op het stripverhaal. In 2014 bracht McGuire een uitgebreidere graphic novel uit gebaseerd op zijn eigen stripverhaal. In 2020 ging een VR-film gebaseerd op het verhaal in première op het Filmfestival van Venetië. In 2024 komt een gelijknamige speelfilm geregisseerd door Robert Zemeckis met in de hoofdrol Tom Hanks en Robin Wright.